# SLAVIA (družice)
SLAVIA  (Space Laboratory for Advanced Variable Instruments and Applications, SLAVIA) je název české kosmické mise dvou mikrosatelitů typu CubeSat určených pro výzkum meziplanetární hmoty a meteorů . Kromě hlavního cíle, kterým je demonstrovat zcela nové technologie pro prospekci nerostných zdrojů na tělesech blízkého i vzdáleného vesmíru , se SLAVIA zaměřuje na technologie detekce a identifikace přírodních a umělých objektů vstupujících do atmosféry Země (nejen meteoroidy, ale i kosmické lodě či kosmické smetí), výzkum atmosférických jevů (atmosférické plazma a elektrické výboje), průzkum mineralogického, chemického, prvkového a izotopového složení meziplanetárního prachu např. v souvislosti s chemickou evolucí sluneční soustavy a exoplanet, chemickou a prebiotickou evolucí základních organických látek pro vznik života, dále na vývoj pokročilých a v rámci použití v kosmu kvalifikovaných technologií pro výzkum Měsíce a Marsu pomocí automatických vozítek vybavených laserovými ablačními systémy či asteroidů a ledových měsíců průletem malých levných CubeSatů či pomocí kinetických impaktorů. Mise je plánována na rok 2027 .

## Vědecké přístroje

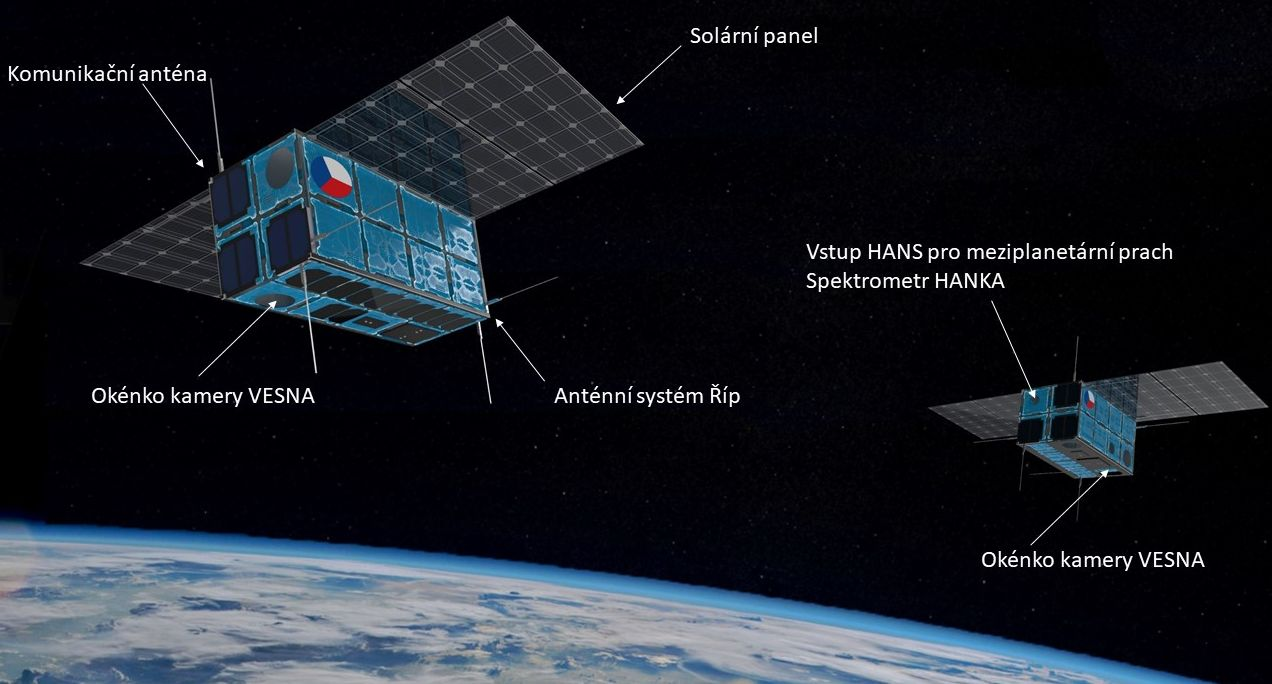
Umělecká skica mise s náčrtkem umístění přístrojů: Kamer VESNA na spodní části obou satelitů pro pozorování meteorů doplněných anténami Říp-2 pro detekci jejich radiových signálů a vstupu spektrometru HANKA na přední straně SLAVIA 2 a boční straně SLAVIA 1 (na satelitu vpředu směrem od pozorovatele). Autor: David Černý, kredit: ÚFCH JH AV ČR

Tandem mikrosatelitů SLAVIA 1 a 2 bude vybaven třemi přístroji: Pokročilým miniaturním hmotnostním spektrometrem HANKA, který dosahuje bezprecedentního rozsahu, rozlišení a přesnosti zcela mimo možnosti současných technologií, dále hyperspektrální UV kamerou VESNA pro záznam spekter a díky pozorování ze dvou satelitů (stereoskopicky) také drah meteorů a jiných zářících zdrojů v atmosféře a anténním systémem s analyzátorem Říp-2, který má detekovat jejich rádiové odrazy, dopady prachových zrn na družici a měřit rádiové signály atmosférických výbojů .
Hmotnostní spektrometr HANKA pracuje na principu orbitrapové pasti . Vynálezcem orbitrapové pasti je Alexander Makarov, nositelem patentu je firma Thermo Fisher Scientific . Čeští vědci jako jediní na světě zvládli konstrukci a miniaturizaci takového přístroje pro použití v kosmu . Po vypaření zrnka prachu na vstupní mřížce zařízení dojde k záchytu iontů, které jsou dále drženy v elektrostatickém poli, kde oscilují. Měrné elektrody následně zaznamenají periodu těchto oscilací a záznam je pak přepočten s velmi vysokým rozlišením a přesností na spektrum jejich hmot. Cílová skupina analytů detekovatelných přímo v kosmu v meziplanetárním prachu a mikrometeoritech zahrnuje hlavní i stopové chemické prvky a jejich izotopy, organické chemikálie, těkavé látky, anorganické chemické látky včetně minerálů a izotopology chemických látek. Projektované rozlišení spektrometru HANKA je 1000 x vyšší, než bylo dosud dosaženo u zařízení použitých v kosmu. Spektrometr bude analyzovat složení meziplanetárního prachu ze zdrojů apexu (boční vstup SLAVIA 1) a na palubě druhého satelitu SLAVIA 2 pak od Slunce, proti Slunci, ze severního a jižního toroidu vstupem HANS (Helion-Antihelilon-Nothern-Southern Toroid).
Hyperspektrální kamera VESNA bude zaznamenávat spektra meteorů v rozsahu 200 – 700 nm. Velkou výhodou je detekce základních elementů (Mg, Fe, Si, Ti, Cr, Mn, Ni, Ca a další) v UV oblasti, která není dostupná pro pozemní pozorování . Spektrální kamera využije veškerých výhod satelitního pozorování, např. právě měření v UV oblasti mimo absorpci ozonovou vrstvou, eliminaci vlivu počasí, rozšíření jinak omezeného výběru lokality vhodné pro pozemní astronomii (neobydlené a nedostupné oblasti, moře, pouště, polární oblasti, politicky nestabilní země) či větší pokrytí oblohy, a provede sérii analýz mapujících prvkové složení meteoroidů, jejich původu a spojí tyto informace s přesnými analýzami prachu provázejícího meteorické roje či dokonce sporadické bolidy.
Anténní systém a analyzátor Říp-2 doplní pozorování o detekci dopadů prachu na tělo satelitu a diagnostiku plazmatu meteorů pomocí záznamu odrazu a emise radiových vln z plazmatu. Měření zároveň umožní nezávisle na stereoskopickém pozorování meteorické události rovněž lokalizaci v atmosféře Země a analýzu rádiových signálů atmosférických výbojů (různé typy blesků). Přístroj je miniaturizovanou verzí systému původně navrženého pro družici TARANIS .

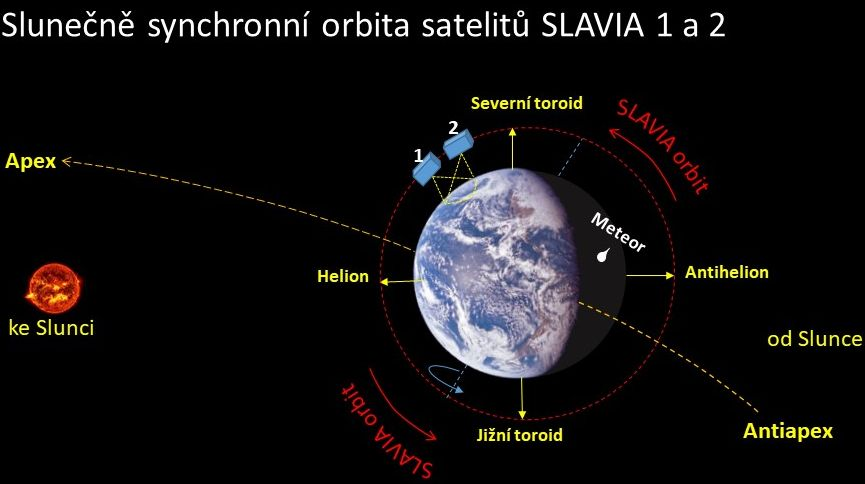
Orbita tandemu satelitů a důležitých zdrojů meziplanetárního prachu (žlutě) z apexu, helionu, antihelionu, severního a jižního toroidu, s vyznačením směru a roviny orbity a pozorováním meteorů na noční straně Země.

## Architektura mise
Mikrosatelity SLAVIA budou plnit své úkoly na slunečně synchronní oběžné dráze kolem Země s nízkou excentricitou ve výšce 600 km nad povrchem po dobu dvou let, tedy mezi roky 2027 a 2029 . Doba oběhu bude 96 minut. Vzdálenost tandemu družic je projektována na 973 km s přesností cca 50 km. Formace a orientace budou udržovány pomocí iontových motorů a reakčních kol na základě určení polohy satelitů systémem GPS. Každý ze satelitů má projektovanou hmotnost 28 kg a velikost 16U (4 x 4 jednotky krychle o hraně 100 mm). Kamera VESNA bude detekovat meteorické události na noční straně Země, anténní systémy a analyzátor kosmického prachu budou měřit kontinuálně.

## Konsorcium mise
Mise je v rámci technické části vedena brněnskou firmou SAB Aerospace a průmyslové konsorcium včetně subdodavatelů zahrnuje celou řadu českých firem, např. VZLÚ, HULD, ZAITRA, Lightigo a další. Vědecké konsorcium mise je velmi široké jak na tuzemské, tak zahraniční scéně . Vedoucím pracovištěm je Ústav fyzikální chemie J. Heyrovského AV ČR. Konstrukci anténního systému s analyzátorem Říp-2 mají na starosti vědci z Ústavu fyziky atmosféry AV ČR. Pozemní segment vede Hvězdárna Valašské Meziříčí, která má dlouhodobou tradici ve spektroskopii meteorů. Na spektrální simulaci meteorů se v rámci pozemní laboratorní podpory podílejí česká pracoviště výkonových laserů, PALS Ústavu fyziky plazmatu AV ČR a HiLASE Fyzikálního ústavu AV ČR, kde zároveň probíhá spolupráce na vývoji optických komponent. Optickými systémy a laserovými experimenty se rovněž zabývají pracovníci Vysokého učení technického v Brně a Středoevropského technologického institutu CEITEC. V rámci pozemního laboratorního segmentu se do konsorcia SLAVIA zapojují rovněž výzkumníci Fakulty jaderné a fyzikálně inženýrské Českého vysokého učení technického v Praze (analýzy meteoritů), Mendelovy univerzity (nanočástice v meziplanetární hmotě), Ústavu organické chemie a biochemie AV ČR (prebiotická chemie), Ústavu mezinárodních vztahů (problematika využití zdrojů surovin v kosmu), Karlovy univerzity (vývoj hmotnostních spektrometrů), Geologického ústavu AV ČR a Geofyzikálního ústavu AV ČR (složení meziplanetární hmoty), Astronomického ústavu AV ČR (evoluce sluneční soustavy a exoplanetárních systémů) a Masarykovy univerzity (hmotnostní spektrometrie).

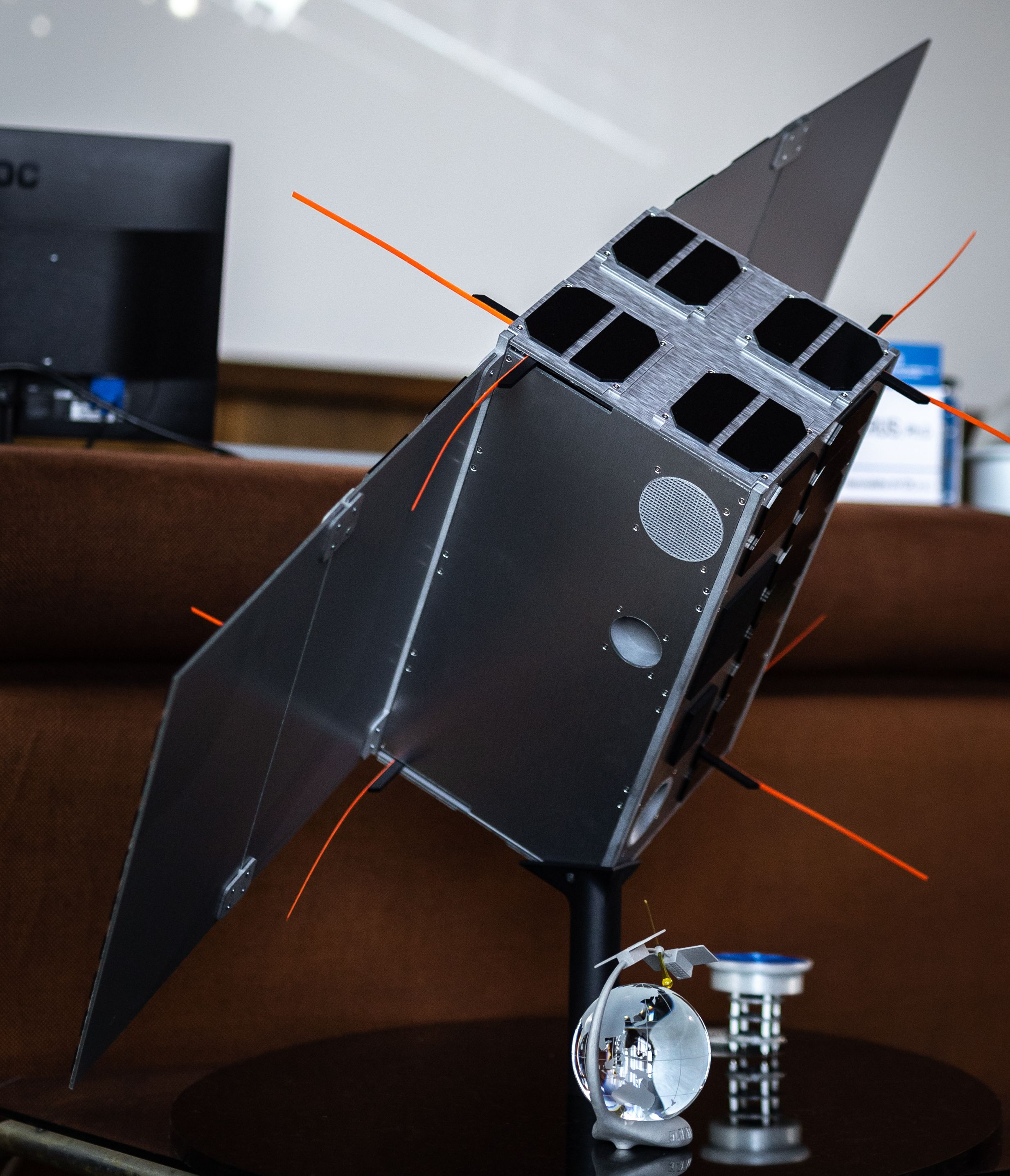
Model mikrosatelitu SLAVIA vedle těžítka navrženého na motivy mise.

Mezinárodní spolupráce zahrnuje odborníky z předních ústavů a univerzit: Největší význam má spolupráce s Technickou univerzitou Stuttgart (technický vývoj), DLR (analytické systémy), portugalským Instituto Superior Técnico (organické látky v meziplanetární hmotě), Univerzitou Cambridge (exoplanetární systémy), Institutem chemických a fyzikálních procesů v Messině a Univerzitou Stockholm (prebiotické chemikálie), Technickou univerzitou v Athénách a Národní univerzitou v Yokohamě (mineralogie a složení meteoritů, související výzkum vzorků asteroidu Ryugu), Univerzitou Concepción v Chile (laserové experimenty), Technickou univerzitou v Mnichově (pozorování meteorů), sdružením brazilských pozorovatelů meteorů BRAMON a celosvětovou organizací pozorovatelů meteorů IMO. Pokročilý hmotnostní spektrometr stojí rovněž v popředí zájmu řady spolupracujících pracovišť, jako jsou Univerzita Paris-Saclay, Univerzita Trento, Lipská univerzita, Ústav planetologie a astronomie v Grenoblu a Univerzita v Orléans.

## Současný stav a budoucnost mise SLAVIA
V červnu 2023 příprava mise završila Studii proveditelnosti, tj. fázi B1 podle klasifikace Evropské kosmické agentury . Přípravná fáze proběhla v rámci programu Ambiciozních projektů českého Ministerstva dopravy (MD ČR) a Evropské kosmické agentury (ESA) . V rámci tohoto programu však mise SLAVIA nebyla vybrána k podpoře. V současné době však probíhá vývoj přístrojové části a je vysoce pravděpodobné, že na misi budou v budoucnosti nalezeny prostředky z jiných zdrojů. Vědecký program mise navazuje na celou řadu projektů zaměřených na vývoj miniaturních hmotnostních spektrometrů, pozorování meteorů a simulaci meteorů pomocí výkonových laserů, které podpořila Akademie věd ČR programem Spolupráce mezi pracovišti Akademie věd České republiky a regionálními partnery, dále projektem Vesmír pro lidstvo v rámci programu Strategie AV21 Akademie věd ČR a rovněž sérií projektů podpořených Grantovou agenturou ČR.